# Color Force
Color Force è una società statunitense produttrice cinematografica e televisiva fondata nel 2007 da Nina Jacobson. È nota per aver prodotto film di grande successo basati su romanzi, come le serie di Diario di una schiappa e Hunger Games.

## Filmografia

### Cinema
- Diario di una schiappa (Diary of a Wimpy Kid), regia di Thor Freudenthal (2010)
- Diario di una schiappa 2 - La legge dei più grandi (Diary of a Wimpy Kid: Rodrick Rules), regia di David Bowers (2011)
- One Day, regia di Lone Scherfig (2011)
- Hunger Games (The Hunger Games), regia di Gary Ross (2012)
- Diario di una schiappa - Vita da cani (Diary of a Wimpy Kid: Dog Days), regia di David Bowers (2012)
- Hunger Games - La ragazza di fuoco (The Hunger Games: Catching Fire), regia di Francis Lawrence (2013)
- L'incredibile storia di Winter il delfino 2 (Dolphin Tale 2), regia di Charles Martin Smith (2014)
- Hunger Games - Il canto della rivolta - Parte 1 (The Hunger Games: Mockingjay - Part 1), regia di Francis Lawrence (2014)
- Hunger Games - Il canto della rivolta - Parte 2 (The Hunger Games: Mockingjay - Part 2), regia di Francis Lawrence (2015)
- Diario di una schiappa - Portatemi a casa! (Diary of a Wimpy Kid: The Long Haul), regia  di David Bowers (2017)
- Ben is Back, regia di Peter Hedges (2018)
- Che fine ha fatto Bernadette? (Where'd You Go, Bernadette), regia di Richard Linklater (2019)
- Il cardellino (The Goldfinch), regia di John Crowley (2019)

### Televisione
- American Crime Story – serie TV, 29 episodi (2016−2021)
- Pose – serie TV, 26 episodi (2018−2021)
- Y - L'ultimo uomo (Y: The Last Man) – serie TV, 10 episodi (2021)
- Class of '09 – miniserie TV, 4 puntate (2023)
- Clipped – miniserie TV, 6 puntate (2024)
- American Sports Story: Aaron Hernandez – serie TV (2024)
- Non dire niente (Say Nothing) – miniserie TV, 9 puntate (2024)